# Dakota County (Nebraska)
Dakota County is een county in de Amerikaanse staat Nebraska.
De county heeft een landoppervlakte van 683 km² en telt 20.253 inwoners (volkstelling 2000). De hoofdplaats is Dakota City.

## Bevolkingsontwikkeling

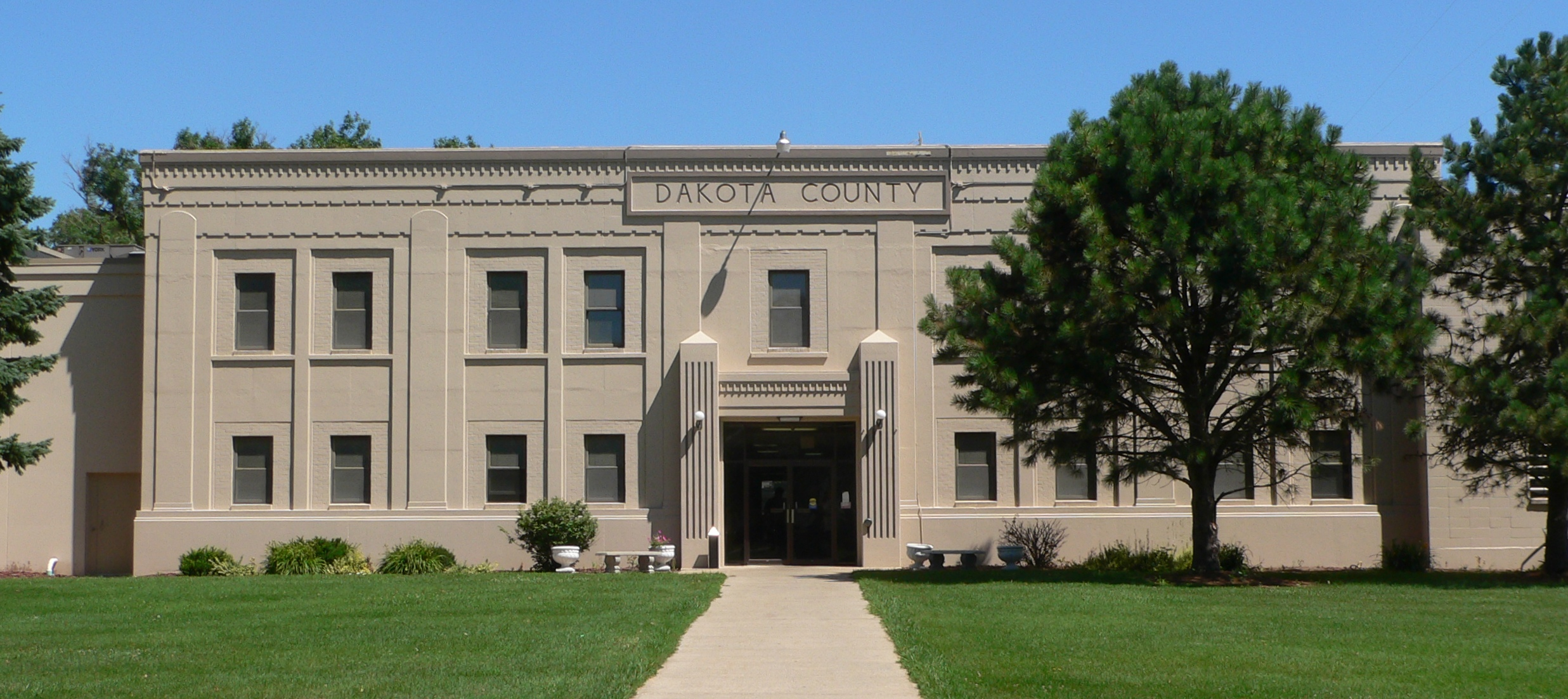
Dakota County Courthouse